# Bankraub für Anfänger
Bankraub für Anfänger ist eine deutsche Kriminalkomödie von Holger Karsten Schmidt aus dem Jahr 2012. Der Spielfilm wurde im ZDF erstausgestrahlt.

## Handlung
Jürgen Wolf ist Kundenberater in einer Filiale der Bado Bank in einem Dorf, in dem jeder jeden kennt. Vielen seiner Kunden, die auch seine Freunde sind, hat er Zertifikate der amerikanischen Kosak-Gruppe verkauft. Durch deren Pleite kommt es für die Anleger zum Totalverlust. Da seine Bank nicht dafür haftet und ihm die schicksalhaften Folgen der Fehlspekulation bewusst werden, entschließt er sich, selbst das Geld der Kunden zurückzuholen. Er organisiert sich eine Pistole vom kriminellen Victor und überfällt seine Bank in einer Mittagspause. Während des Überfalls verliebt sich seine Kollegin Rosalie in den Bankräuber. Das geklaute Geld lässt Jürgen von Victor waschen und anschließend verteilt er es in anonymen Umschlägen an seine Kunden.
Kriminalkommissar Frank Lamm beginnt die Ermittlungen gegen den Bankräuber und verdächtigt erst die anderen Anleger, dann Jürgen Wolf. Er kann Jürgen jedoch nicht überführen. Victor bedroht Jürgen und verlangt mehr Geld von ihm, dieser lässt sich aber nicht erpressen. Durch ein Ablenkungsmanöver von Rosalie wird das Auto von Victor an der Tankstelle im Dorf nicht fachgemäß repariert, sodass Victor anschließend verunglückt. Ein abschließendes Geständnis von Jürgen wird ihm vom Kommissar nicht geglaubt. Jürgen und Rosalie kündigen am Ende des Filmes.

## Veröffentlichung
Der Fernsehfilm wurde im ZDF am 12. April 2012 erstausgestrahlt.